# Unbroken (álbum de Demi Lovato)
Unbroken —en español: ‘Intacta’— es el tercer álbum de estudio de Demi Lovato, lanzado por el sello Hollywood Records el 20 de septiembre de 2011.
Contó con un buen recibimiento por parte de los críticos musicales, ya que logró acumular un total de 59 puntos sobre 100 basado en sus críticas, de acuerdo con el sitio Metacritic. Por otro lado, tuvo un éxito comercial moderado. En los Estados Unidos, alcanzó las posiciones número uno y cuatro de las listas Digital Albums y Billboard 200, respectivamente, y, hasta mayo de 2013, había vendido 459 000 copias en el territorio. En los países hispanohablantes, llegó a las posiciones ocho, nueve y veinticuatro en Argentina, México y España, mientras que en Brasil recibió un disco de oro por parte de la ABPD.
Para la promoción del álbum, la discográfica lanzó al mercado dos sencillos, «Skyscraper» y «Give Your Heart a Break». El primero de estos se publicó el 12 de julio de 2011 en la tienda digital iTunes y vendió un total de 176 000 copias digitales en su primera semana solo en los Estados Unidos, lo que le permitió debutar en las posiciones número dos y número diez de las listas Digital Songs y Billboard Hot 100. Además, el tema ganó el premio a la canción del verano en los Teen Choice Awards de 2011. Luego del lanzamiento de «Skyscraper», «Give Your Heart A Break» fue seleccionado como el segundo sencillo oficial del álbum. Finalmente, este se lanzó el 23 de enero de 2012 en las radios de los Estados Unidos.

## Antecedentes

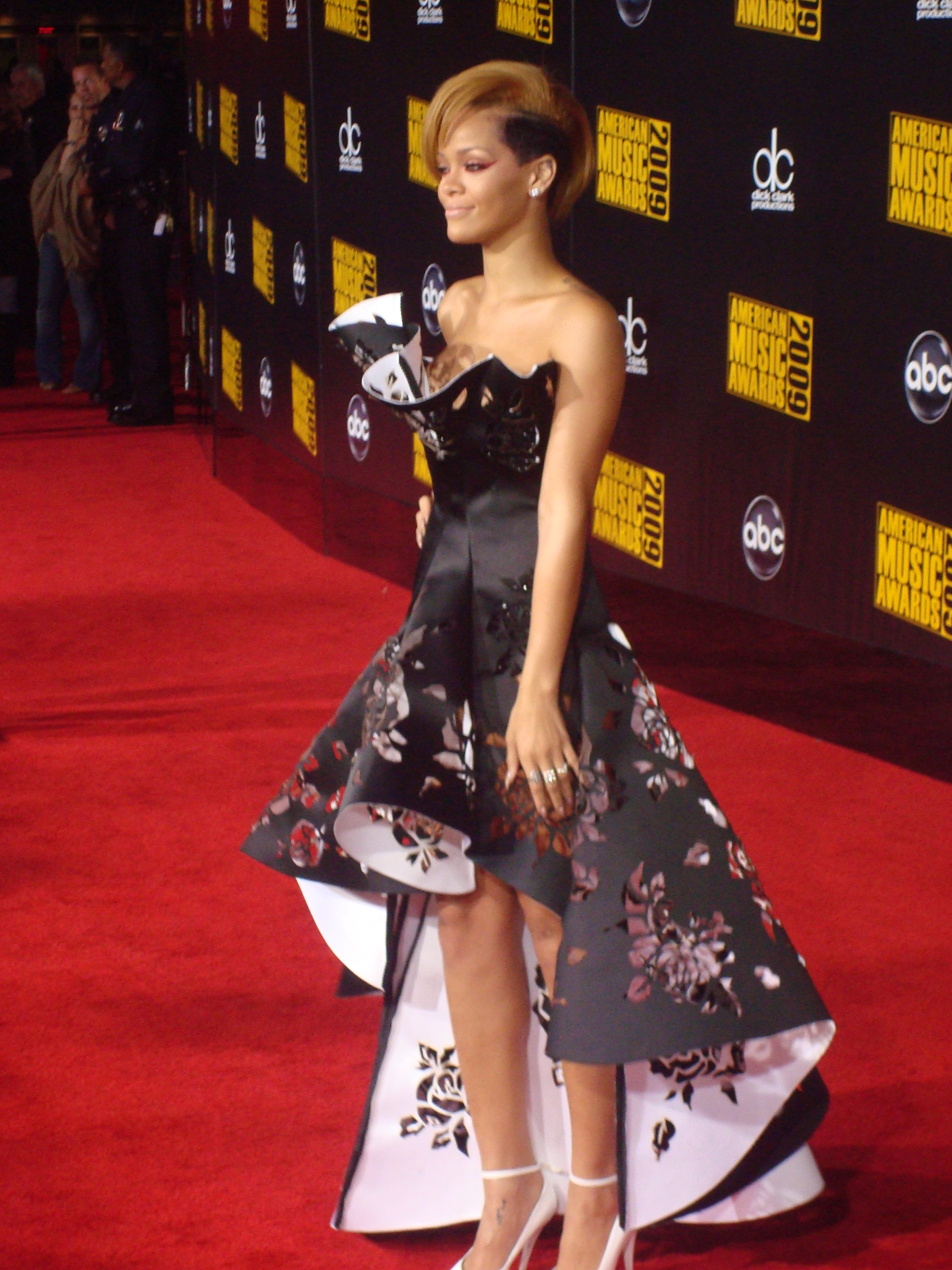
Rihanna, una de las cantantes que sirvió como influencia para el álbum.

Luego de promocionar su segundo álbum de estudio, Here We Go Again, Lovato se dedicó a su carrera como actriz con las grabaciones de la serie Sunny, entre estrellas, la película Camp Rock 2: The Final Jam y sus respectivas bandas sonoras a finales de 2009. En julio de 2010, confirmó que ya había comenzado a grabar su tercer disco con el productor Dapo Torimiro. En el mismo mes, la cantante concedió una entrevista a MTV, en la que dijo que estaba «creando un nuevo sonido», y que: «Estoy realmente emocionada. Va a ser divertido. Es más R&B/pop. Estoy tratando de sacar el interior de mi "alma"; un nuevo lado de Demi».
En una entrevista con el sitio All Headline News, aseguró que las mayores influencias del disco eran las cantantes Rihanna y Keri Hilson. En agosto de 2010, la intérprete se unió al Camp Rock World Tour 2010, con el fin de promocionar su más reciente trabajo como actriz, Camp Rock 2: The Final Jam. En noviembre del mismo año, abandonó la gira debido a problemas personales y fue internada en una clínica durante tres meses. Durante ese tiempo, sus grabaciones se vieron interrumpidas.
Al poco tiempo de haber salido de la clínica, la intérprete volvió a trabajar en el álbum, y en abril de 2011 informó a través de Twitter que estaba trabajando con los compositores Sandy Vee y August Rigo. Ese mismo mes, anunció que iba a salir de Sunny, entre estrellas para dedicarse más a su carrera como cantante. En junio, el sitio Disney Info Net publicó la discografía de la escritora Priscilla Renea, la cual incluía dos temas de Lovato: «Yes I Am» y «Fix a Heart», lo que provocó rumores sobre el posible lanzamiento del álbum.
En una entrevista con E! News, declaró que «Unbroken es básicamente yo y quien soy ahora. "Unbroken" era mi canción favorita en el disco así que decidí llamarlo de esa manera».

## Producción y lanzamiento

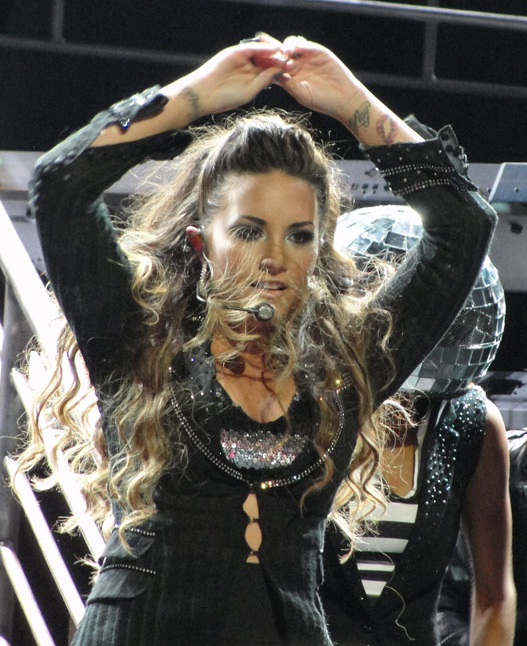
Demi Lovato cantando la primera canción de Unbroken, «All Night Long».

En junio de 2011, Lovato dio una entrevista a la revista Seventeen, en donde afirmó que:

«¡Me encanta estar de vuelta en el estudio! Ha sido algo muy terapéutico para mí poder expresar mis sentimientos y hablar de lo que realmente soy, a través de mí música. ¡También ayuda que he tenido la suerte de trabajar con gente tan talentosa en el disco hasta el momento! [...] Con mi nuevo álbum, espero servir de inspiración para las niñas de todo el mundo que están pasando por los mismos problemas que me he enfrentado. Creo que esto vendrá a través de una gran cantidad de material. Mi primer sencillo es muy especial para mí, es símbolo de mi viaje de la persona que estaba a la persona sana feliz que soy hoy, y el hecho de que las personas son capaces de elevarse por encima de todo, a pesar de las probabilidades [...] ¡Estoy tan emocionada de compartir todo esto con ustedes! La experiencia ha sido increíble hasta ahora y estoy disfrutando mucho de todo el proceso. Definitivamente, hay un montón de emociones que van a hacer mi álbum. ¡Me siento bendecida, inspirada y nerviosa, con anticipación, pero sobre todo, me siento emocionada por el futuro, y de compartir este nuevo disco con mis seguidores!».

Tras el lanzamiento del primer sencillo del disco, «Skyscraper», la cantante describió al álbum como «más maduro» que sus discos anteriores, y que varias de las canciones eran más «ligeras y divertidas» que «Skycraper». El 21 de julio, en una cibercharla en vivo, la intérprete anunció que la fecha de lanzamiento del trabajo sería el 20 de septiembre. Un mes después, publicó a través de Twitter y Facebook que el título de su próximo álbum era Unbroken. Para el álbum, fueron grabadas alrededor de veinte canciones, de las cuales, catorce figuraron en la versión internacional del mismo. Entre los productores del disco se encuentran Dreamlab, Rock Mafia y Ryan Tedder. Días antes de su lanzamiento, «All Night Long» y «Who's That Boy» fueron filtradas en internet. El 19 de septiembre, Lovato presentó «In Real Life» en una sesión para AOL Music. Entre las canciones del disco, se incluyó «For the Love of a Daughter». En un principio planeó incluirla en su segundo álbum de estudio Here We Go Again, pero la descartó por ser muy intensa para sus fanáticos jóvenes. Tras su publicación, recibió buenos comentarios y felicitaciones de parte de celebridades como Sean Kingston, Rebecca Black, Selena Gomez, Kim Kardashian, JoJo, y Jordin Sparks.
En mayo de 2013, tras la publicación del su cuarto disco, Demi, Lovato confesó que Unbroken fue «un proceso de aprendizaje», ya que no representaba quien era ella en realidad. Por esto, explicó que «Acababa de salir de rehabilitación... y estaba tratando de averiguar quien era. A veces puedo confundir lo que me gusta escuchar con lo que soy, y pienso que eso fue lo que hice en este álbum. Escuché un montón de música R&B que estaba [sonando] en la radio, y en lugar de crear mi propio estilo, inconscientemente caí dentro de la creación del disco de alguien más, y por lo tanto cuando escuchas [Unbroken], no tiene mucho sentido».

## Composición

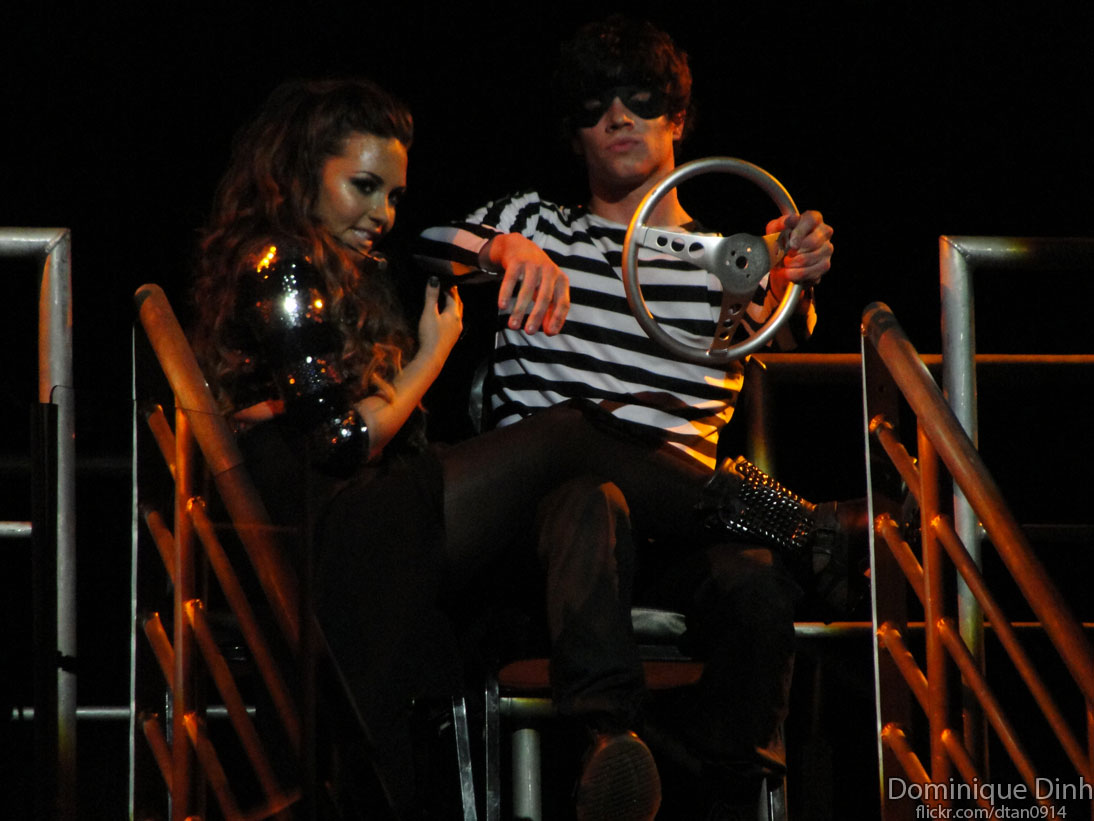
Demi interpretando «Hold Up».

A diferencia de sus discos anteriores, Don't Forget y Here We Go Again, los que tenían canciones pop rock y teen pop, Unbroken está orientado hacia géneros como el R&B, el dance pop y el pop.
Este inicia con «All Night Long», un tema dance en el que colaboran Timbaland y Missy Elliot. Incluye un riff de guitarra y un ritmo hip hop de fondo. Su letra habla de divertirse toda la noche con un chico. La segunda canción es «Who's That Boy», un dueto con Dev. Es una pista dance y R&B que trata sobre hacer actos traviesos y [tener] fantasías picantes. El tercer tema es «You're My Only Shorty», una canción dance pop que cuenta con la participación de Iyaz y que trata sobre la alegría de un romance próspero. La cuarta pista es «Together», una canción R&B a base de tambores en la que colabora Jason Derulo. Su letra habla sobre luchar a través de los tiempos duros y superar el odio.
La quinta canción es «Lightweight», perteneciente al género dance pop. Inicia con un arreglo vocal parecido al de «Mister Sandman» de The Chordettes y con el fragmento «The slightest words you said, have all gone to my head» («Las mínimas palabras que dices, vienen a mi cabeza»). La letra habla de sentirse vulnerable en un romance, en la que también la protagonista le pide a su pareja que la proteja. El sexto tema es «Unbroken», una pista electropop, electrónica y house, con un sonido parecido a «Hold It Against Me» de Britney Spears y «Love You like a Love Song» de Selena Gomez & the Scene. Inicia con un pesado sonido electrónico influenciado por el industrial. Habla sobre una chica que jura darse una oportunidad en el amor de nuevo a pesar de que la lastimaron antes. La séptima canción es «Fix a Heart», una balada pop que habla de un espíritu que no puede curarse del dolor causado por un antiguo amante.

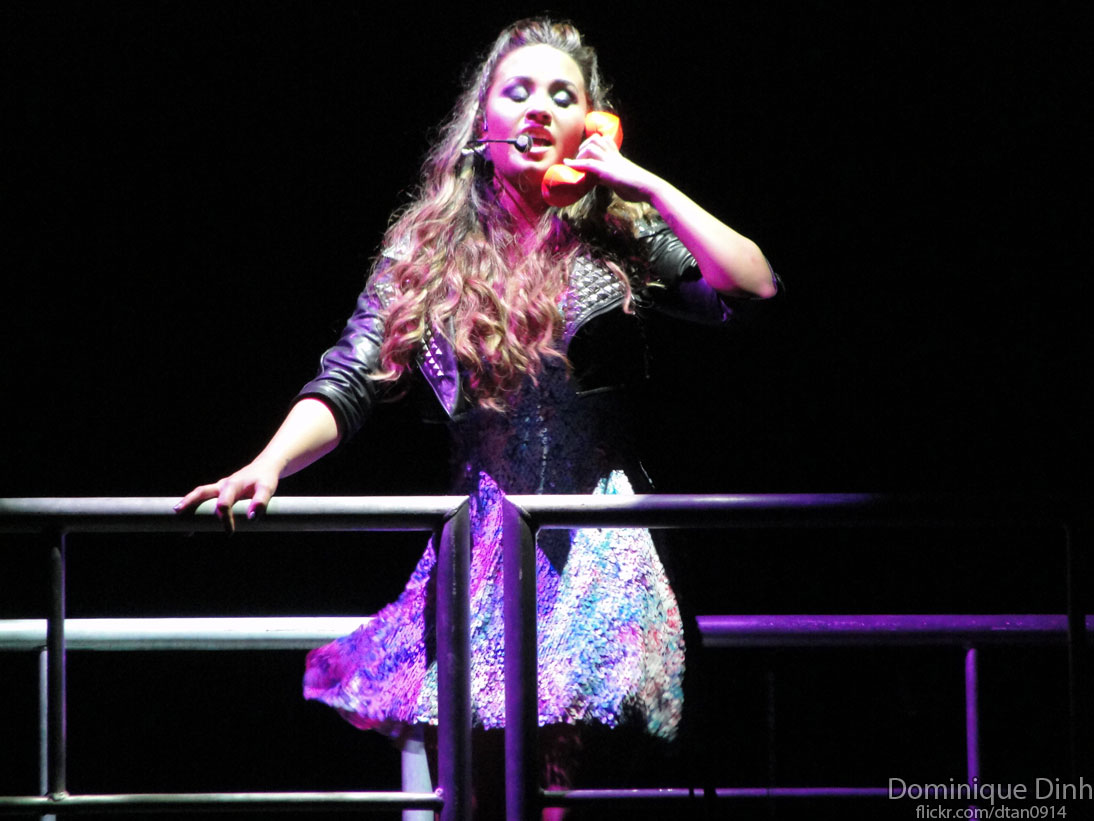
Lovato cantando «You're My Only Shorty».

La siguiente pista es «Hold Up», caracterizada por ser una combinación del house y electropop. En los versos, el ritmo rápido de sintetizador que suena durante la introducción y los estribillos, da paso a un sencillo sonido pop que presenta reminiscencias de «California Gurls» de Katy Perry y «Tik Tok» de Kesha. Su letra es sugestiva, donde [la protagonista] se imagina a un nuevo amor en una situación de atracos y rehenes, demostrado en el fragmento «If the weapon is your love, I got my hands up» («Si el arma es tu amor, levantaré mis manos») El noveno tema es «Mistake», una balada R&B, que inicia con un sintetizador espástico, e incluye elementos electrónicos. En su letra, Lovato muestra respeto hacia ella misma, ya que deja a un chico malo y avanza de la relación disfuncional. La siguiente canción es «Give Your Heart a Break», una balada dance pop, influenciada por la música de los 80 y los 90. Contiene instrumentos de cuerda que se combinan con un tambor rítmico, además es notable el uso de un violín parecido al utilizado en «Viva la vida» de Coldplay. Además, trata de «enamorar a un chico que está un poco herido».
El undécimo tema es «Skyscraper», una balada pop.
Comienza con una tonada del piano mientras Lovato canta: «Skies are crying, I am watching catching teardrops in my hands, only silence, as it's ending, like we never had a chance» («[Los] cielos están llorando, estoy viendo atrapando lágrimas en mis manos, solo silencio, como si se hubiese acabado, como si nunca tuvimos una oportunidad»). Su letra habla sobre permanecer fuerte y creer en sí mismo. También simboliza la jornada de Lovato al lidiar con sus problemas personales.

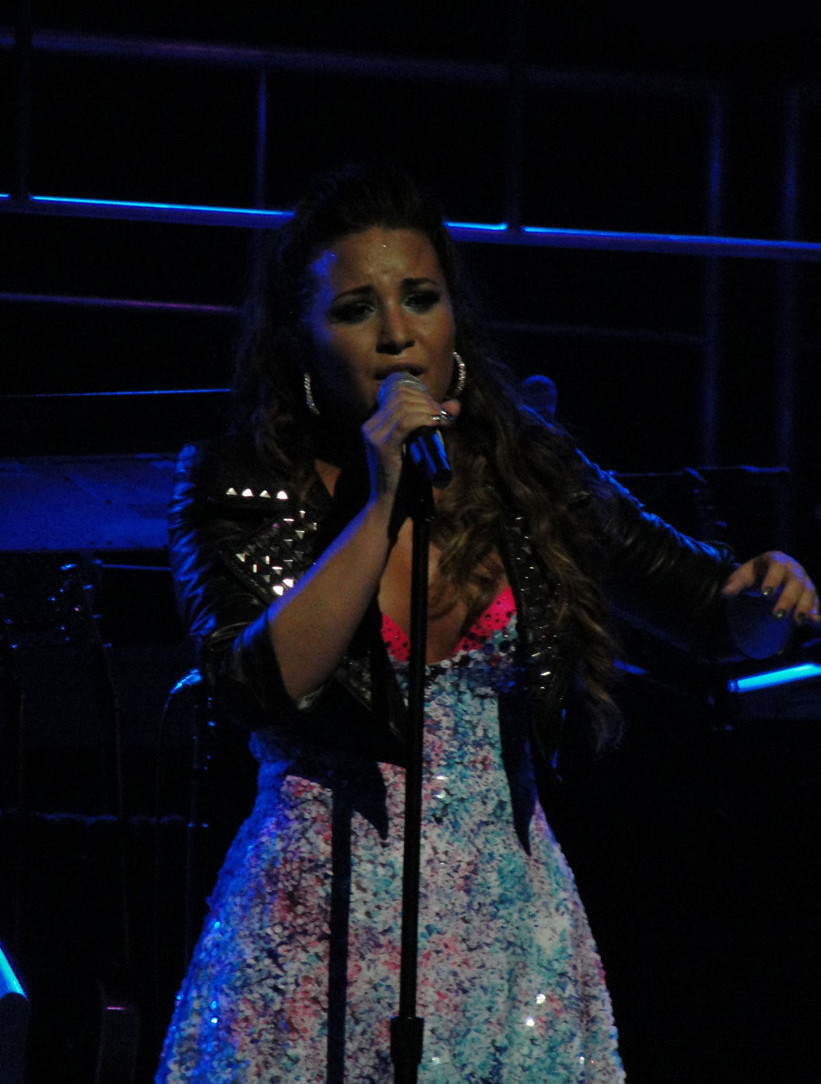
La cantante interpretando su canción «My Love Is Like a Star».

La siguiente pista es «In Real Life». Pertenece al R&B y está influenciada por las canciones de Mary J. Blige. Empieza con un leve sonido de cuerda distorsionado mientras Lovato habla sobre una relación rota: «In real life, I’m waking up alone, and it’s one more night, you didn’t make it home, and one more time, you won’t pick up the phone, in real life, you never bring me flowers, when you’re here, it’s only for an hour, I’m getting used to being on my own» («En la vida real, estoy despertando sola, y esta es una noche más, que no llegaste a casa, y una vez más, no atendiste el teléfono, en la vida real, nunca me trajiste flores, cuando estás aquí, es solo por una hora, me estoy acostumbrando a estar sola»).
La canción trece es «My Love Is Like a Star», una balada soul con influencias del R&B. De acuerdo con el sitio Plugged In, en la letra de la canción Lovato «convence a unos chicos precavidos de que confíen en que su amor es real». El tema catorce es «For the Love of a Daughter», una balada que representa la relación dificultosa entre la intérprete y su padre. Algunos críticos la compararon con «Confessions of a Broken Heart (Daughter for Father)» de Lindsay Lohan.
Su letra se enfoca entre la relación entre un hombre y su hija; asimismo, habla sobre el dolor hecho físicamente por un padre abusivo y alcohólico. La última pista del disco estándar es «Skyscraper (Wizz Dumb Remix)», una remezcla R&B de «Skyscraper» que incluye tambores y elementos orquestales, con la adición de un «coro angelical».
El disco contiene una pista adicional incluida en la edición latina y española, llamada «Rascacielos», la versión en español de «Skyscraper». La edición de lujo en Japón contiene dos temas más: El primero es «Aftershock», una pista uptempo dance pop. Según la revista Teen, en la canción Lovato habla «acerca de cómo el amor la golpea tan fuerte como un terremoto». La segunda es «Yes I Am», que trata de una chica que lo único que necesita en su vida es a sí misma.

## Recepción

### Comentarios de la crítica
El álbum obtuvo revisiones positivas y negativas por parte de los críticos musicales, y acumuló un total de 59 puntos sobre 100 basado en sus críticas, de acuerdo con Metacritic. Stephen Thomas Erlewine de Allmusic, declaró que «si el disco solo tuviese [temas sobre] confesiones sería una manera rara pero posiblemente efectiva para tratar los problemas de la cantante. En cambio, esas baladas fuertes están acompañadas con [...] canciones que actúan como si no hay nada malo en su mundo». Stephen lo calificó con dos estrellas y media de cinco y destacó a «All Night Long», «Who's That Boy», «Fix a Heart» y «Skyscraper» como las mejores del disco.
Monica Herrera de la revista Rolling Stone, también le otorgó a Unbroken dos estrellas de cinco y comentó que: «ella creció por su voz, ahora bien, si tan solo su música creciera también».
Melissa Maerz de Entertainment Weekly comentó que en Unbroken era inquietante escuchar al inicio temas sobre clubes y luego canciones sobre los problemas no conocidos de Lovato. Joe DeAndrea de Absolute Punk agregó que: «Unbroken es una representación de la subida, el descenso y el levantamiento de alguien. La celebridades son humanos también». Jon Caramaica del periódico The New York Times, en su revisión acerca de la rehabilitación de la cantante y su nuevo estilo de música, aclaró que: «Unbroken representa la oportunidad para limpiar varios estados, algo que está bien adaptado para Demi».
El sitio colombiano Vive.in comentó que: «Unbroken es un álbum no precisamente cohesivo pero que da muestras de que Lovato despegó de su crisis, por los métodos que sea [...] Al fin y al cabo, Lovato es solo una joven de 19 años que también quiere divertirse y quejarse de sus problemas». Por otro lado, Alejandro Tejeda Roja de Bekia concluyó que «Después del éxito de sus anteriores discos Don't Forget y Here We Go Again, llega Unbroken tras superar una difícil etapa en la que la cantante ha tenido que recuperarse de una crisis personal». Wes Laurie de Yahoo Voices dijo que «quiso vomitar» tras escuchar el disco, y argumentó que «Lovato tiene el potencial, tiene una voz que puede ser usada para hacer buena música, pero lo que publica bajo su nombre es mayormente aburrido y basura pop reciclada». Mike Schiller de Pop Matters dijo que Unbroken «suena como un pequeño EP pop, ridículo e insípido, que precede a un álbum pop sólido y que de vez en cuando te pone la piel de gallina». La página Artist Direct señaló que «en el disco, Demi suena más fuerte que la mayoría de las estrellas pop. Del inicio al final, Unbroken es tan decidido como animado, y es por eso que es semejante a un obsequio».

### Comercial

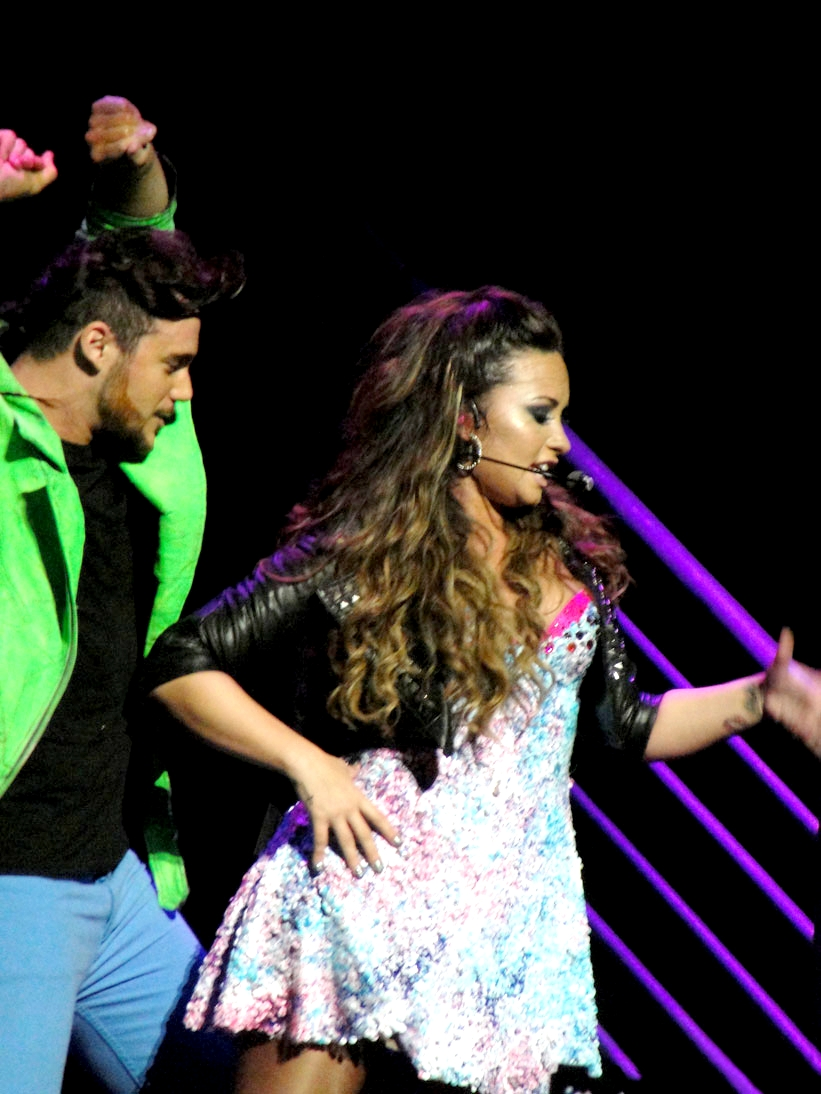
Demi cantando «Who's That Boy».

Unbroken tuvo una buena recepción comercial en los países americanos. En los Estados Unidos, vendió 96 000 copias durante su semana de lanzamiento, de las cuales 53 000 eran digitales. Esto le permitió debutar en las posiciones número uno y número cuatro de las listas Digital Albums y Billboard 200, respectivamente. En septiembre de 2013, la Recording Industry Association of America (RIAA) lo certificó con un disco de oro. En Canadá, debutó en la cuarta posición del conteo Canadian Albums, según la edición del 28 de septiembre de 2011, tras registrar el segundo mejor debut de dicha edición. En México, alcanzó el puesto número nueve de la lista Mexican Albums Chart que elabora la Asociación Mexicana de Productores de Fonogramas y Videogramas, A. C. (AMPROFON). Así se convirtió en el cuarto álbum mejor posicionado de la cantante en dicho país. En Brasil, la ABPD lo certificó de oro, mientras que en Argentina, debutó en el octavo puesto del Ranking Semanal Pop, en la edición del 18 de septiembre del mismo año.
En Oceanía, el disco obtuvo un recibimiento aceptable en los principales países del continente. En Nueva Zelanda, alcanzó el puesto tres en la lista New Zealand Albums Chart. En Australia, se ubicó en el puesto veinte del conteo Australian Albums Chart, organizado por la ARIA. Además, llegó a las casillas veintiséis y nueve de las listas Top Physical Albums y Top Digital Albums de ese territorio. Por otro lado, en Europa tuvo una recepción moderada. En España, alcanzó la posición número veinticuatro de la lista Spanish Albums Chart organizado por la asociación de Productores de Música de España. En Bélgica, obtuvo las posiciones veinticinco y noventa y nueve en la versión flamenca y valona del conteo Belgian Albums Chart. También llegó a las posiciones número veintinueve, treinta y siete, cincuenta, sesenta y uno y sesenta y tres en las principales listas de Suiza, Italia, Austria, Alemania y Países Bajos, respectivamente. En el Reino Unido, se ubicó en los puestos número cuarenta y cinco y treinta y siete en los conteos UK Albums Chart y UK Digital Chart. Por su parte, llegó hasta la casilla cuarenta y cuatro en el Irish Albums Chart de Irlanda, y a la posición sesenta y ocho en el Polish Albums Chart de Polonia.

## Promoción

### Sencillos

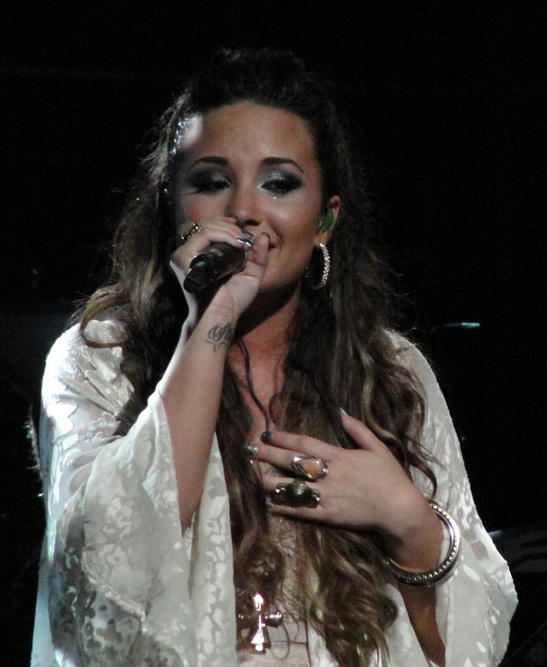
Lovato interpretando «Skyscraper».

En la mañana del 12 de julio de 2011, Lovato lanzó el primer sencillo del álbum, titulado «Skyscraper». Kerli, Lindy Robbins y Toby Gad lo compusieron, mientras este último lo produjo. Tras su publicación, vendió 176 000 copias digitales en los Estados Unidos, lo que le permitió debutar en las posiciones número dos y diez de las listas Digital Songs y Billboard Hot 100, respectivamente. Además, logró llegar a las primeras veinte posiciones en las listas de países como Canadá, Dinamarca y Nueva Zelanda. Recibió comentarios positivos por parte de los críticos, quienes alabaron la voz de la cantante. El 7 de agosto de 2011, recibió el premio a la canción del verano en los Teen Choice Awards de 2011. Once días después, la cantante la interpretó por primera vez en los Vh1 "Do Something" Awards de 2011, siendo esta su primera presentación en vivo después de su rehabilitación.
Luego del lanzamiento de «Skyscraper», se tenía planeado lanzar «Who's That Boy» como el segundo sencillo de Unbroken, pero tras el embarazo de la cantante Dev, «Give Your Heart a Break» fue seleccionado como el segundo sencillo oficial del disco. Finalmente, Hollywood Records lo lanzó el 23 de enero de 2012 en las radios de los Estados Unidos. Josh Alexander y Billy Steinberg compusieron y produjeron el tema. El 7 de enero de 2012, la intérprete se presentó en los People's Choice Awards de 2012 para interpretarlo, y posteriormente, para recibir el premio a Mejor artista pop. El sencillo alcanzó la casilla número uno en el Pop Songs y la número dieciséis en el Hot 100 de Billboard. Asimismo, llegó a la posición veintiuno del Honduras Top 50, al puesto sesenta y seis en Brasil Hot 100 Airplay y al número quince en el México Inglés Airplay. Además, alcanzó las primeras veinte posiciones en países como Nueva Zelanda, Canadá y el Líbano. «Give Your Heart A Break» recibió dos candidaturas a los Teen Choice Awards de 2012, en las categorías de canción del verano y canción de amor, pero perdió ante «Call Me Maybe» de Carly Rae Jepsen y «What Makes You Beautiful» de One Direction.

#### Sencillo promocional y otras canciones
El martes 14 de junio de 2011, Edgar Cortazar publicó en su cuenta de Twitter que estaba «terminando de escribir la letra en español del próximo sencillo de Lovato», y que «la grabación iniciaría el siguiente lunes». Posteriormente, el 21 de julio, la cantante estrenó «Rascacielos»- la versión en español de «Skyscraper»- en un chat en vivo desde el estudio del sitio web Cambio. Edgar Cortazar y Mark Portmann escribieron la letra del tema. Después de esto, estuvo disponible en YouTube y se convirtió en una tendencia mundial en Twitter.
El 5 de agosto de 2013, Hollywood Records lo publicó en iTunes de Brasil y España como sencillo promocional del disco.
En cuanto a su letra, algunas líneas han sido traducidas toscamente, como por ejemplo, «You can take everything I have, You can break everything I am, like I’m made of glass, like I’m made of paper» aparece como «Puedes llevarte mi ilusión, romperme todo el corazón, como a un cristal, que se cae al suelo». Por otro lado, tuvo buenos comentarios por parte de los críticos. Nicole James de MTV Buzzworthy comentó que: «No solo su acento es acertado, sino que "Rascacielos" es igualmente hermosa como en la versión en inglés. No podemos identificar cada palabra, pero sí sentir la crudeza y la pasión detrás de la letra». Amaris Castillo de la revista Latina dijo que «estaba emocionada por el lanzamiento», mientras que Katherine St Asaph de Pop Dust comentó que «Rascacielos», «Lo que soy» (ambas de Lovato) y «Dices» de Selena Gomez & the Scene tienen algo en común: pretenden empoderar a los adolescentes o preadolescentes. En septiembre, Lovato interpretó en los ALMA Awards una mezcla de «Skyscraper» y «Rascacielos». Acerca de la presentación, el sitio Impre.com comentó que «debemos admitir que en los dos idiomas, ella sonaba fantástica». En septiembre de 2013, Irany Divad Martínez Meza, concursante del certamen mexicano La Academia Kids, interpretó su versión de «Rascacielos». Luis Coronel calificó a la presentación como «positiva», mientras que las otras juezas, Alicia Villarreal y Lolita Cortés, sentenciaron a la participante.
Tras el lanzamiento del disco, algunas canciones lograron entrar a las listas de algunos países. «Mistake» llegó a la posición 96 en el Gaon Download Chart de Corea del Sur. Por otro lado, «Fix a Heart» se posicionó en el número 69 y 78 en el Billboard Hot 100 de los Estados Unidos y en el Canadian Hot 100 de Canadá. Asimismo, «Unbroken» se posicionó en el puesto noventa y ocho del Billboard Hot 100, mientras que «Lightweight» y «All Night Long» se ubicaron en los número 23 y 24 de la lista estadounidense Bubbling Under Hot 100.
| Canción          | Posicionamiento en listas | Posicionamiento en listas | Posicionamiento en listas | Ventas        |
| Canción          | [ 121 ]                   | [ 94 ]                    | [ 122 ] [ 123 ]           | Ventas        |
| ---------------- | ------------------------- | ------------------------- | ------------------------- | ------------- |
| «Fix a Heart»    | —                         | 78                        | 69                        | - EUA: 37 000 |
| «Unbroken»       | —                         | —                         | 98                        | - EUA: 24 000 |
| «Mistake»        | 96                        | —                         | —                         | - COR: 5801   |
| «Lightweight»    | —                         | —                         | 123                       |               |
| «All Night Long» | —                         | —                         | 124                       |               |

### Giras
En septiembre de 2011, la cantante inició una mini gira llamada An Evening with Demi Lovato, la cual consistió de dos conciertos; uno en el Hammerstein Ballroom de Nueva York y otro en Club Nokia de Los Ángeles. En noviembre de ese año, comenzó otra gira, A Special Night with Demi Lovato, en la que visitó a los Estados Unidos y Puerto Rico; en 2012, se presentó en algunos países de Sudamérica, y en marzo de 2013, en Indonesia, Singapur, Malasia, Filipinas y Rusia. El 4 de febrero de 2012, se presentó en el V Festival Verano de Iquique en Chile. Entre junio y septiembre de 2012, llevó a cabo el Demi Lovato Summer Tour 2012, en el que dio espectáculos en distintas ciudades estadounidenses y uno en Toronto, Canadá.

## Lista de canciones
- Edición estándar

| Unbroken |                                                  |                                                         |          |  |
| N.º      | Título                                           | Escritor(es)                                            | Duración |  |
| 1.       | «All Night Long» (con Missy Elliott y Timbaland) | Demi Lovato, Jim Beanz, Missy Elliott, y Garland Mosley | 3:14     |  |
| 2.       | «Who's That Boy» (con Dev)                       | Devin Tailes, Ryan Tedder y Noel Zancanella             | 3:12     |  |
| 3.       | «You're My Only Shorty» (con Iyaz)               | Antonina Armato y Tim James                             | 3:06     |  |
| 4.       | «Together» (con Jason Derülo)                    | Demi Lovato, Jim Beanz y Garland Mosley                 | 4:33     |  |
| 5.       | «Lightweight»                                    | Jim Beanz, Garland Mosley y Frankie Storm               | 4:01     |  |
| 6.       | «Unbroken»                                       | Demi Lovato, Leah Haywood y Daniel James                | 3:18     |  |
| 7.       | «Fix a Heart»                                    | Emanuel Kiriakou y Priscilla Renea                      | 3:13     |  |
| 8.       | «Hold Up»                                        | Demi Lovato, Ross Golan, Leah Haywood y Daniel James    | 2:51     |  |
| 9.       | «Mistake»                                        | Leah Haywood, Daniel James y Shelly Peiken              | 3:33     |  |
| 10.      | «Give Your Heart a Break»                        | Josh Alexander y Billy Steinberg                        | 3:25     |  |
| 11.      | «Skyscraper»                                     | Toby Gad, Kerli Köiv y Lindy Robbins                    | 3:41     |  |
| 12.      | «In Real Life»                                   | Bleu y Lindsey Ray                                      | 2:57     |  |
| 13.      | «My Love Is Like a Star»                         | Toby Gad y James Morrison                               | 3:50     |  |
| 14.      | «For the Love of a Daughter»                     | Demi Lovato y William Beckett                           | 4:00     |  |
| 15.      | «Skyscraper» (Wizz Dumb Remix)                   | Toby Gad, Kerli Köiv y Lindy Robbins                    | 3:42     |  |
| 52:36    |                                                  |                                                         |          |  |

| Edición de lujo |                                                            |              |          |  |
| N.º             | Título                                                     | Escritor(es) | Duración |  |
| 16.             | «Unbroken» (Live from Hershey Concert)                     |              | 5:37     |  |
| 17.             | «Fix a Heart» (Live from Hershey Concert)                  |              | 5:29     |  |
| 18.             | «Track by Track interview by Demi Lovato» (Vídeo especial) |              | 9:21     |  |

## Posicionamiento en listas

### Semanales
| Alemania          | German Albums Chart      | 61 |
| Argentina         | Ranking Semanal Pop      | 8  |
| Australia         | Australian Albums Chart  | 20 |
| Australia         | Top Physical Albums      | 26 |
| Australia         | Top Digital Albums       | 9  |
| Austria           | Austrian Albums Chart    | 50 |
| Bélgica (Flandes) | Belgian Albums Chart     | 25 |
| Bélgica (Valonia) | Belgian Albums Chart     | 99 |
| Canadá            | Canadian Albums Chart    | 4  |
| España            | Spanish Albums Chart     | 24 |
| Estados Unidos    | Billboard 200            | 4  |
| Estados Unidos    | Digital Albums           | 1  |
| Irlanda           | Irish Albums Chart       | 44 |
| Italia            | Italian Albums Chart     | 22 |
| México            | Mexican Albums Chart     | 9  |
| Nueva Zelanda     | New Zealand Albums Chart | 3  |
| Países Bajos      | Dutch Albums Chart       | 63 |
| Polonia           | Polish Albums Chart      | 68 |
| Reino Unido       | UK Albums Chart          | 45 |
| Reino Unido       | UK Digital Albums        | 37 |
| Suiza             | Swiss Albums Chart       | 29 |

### Sucesión en listas
| Predecesor: Own The Night de Lady Antebellum | Digital Albums — Álbum número uno 2 de octubre de 2011 — 8 de octubre de 2011 | Sucesor: Cole World: The Sideline Story de J. Cole |

### Anuales
| País           | Lista         | Posición |      |      |      |      |      |
| 2011           | 2011          | 2011     | 2011 | 2011 | 2011 | 2011 | 2011 |
| -------------- | ------------- | -------- | ---- | ---- | ---- | ---- | ---- |
| Estados Unidos | Billboard 200 | 187      |      |      |      |      |      |
| 2012           |               |          |      |      |      |      |      |
| Estados Unidos | Billboard 200 | 149      |      |      |      |      |      |

### Certificaciones
| País           | Organismo Certificador | Certificación | Simbolización | Ventas Certificadas | Ref.            |
| -------------- | ---------------------- | ------------- | ------------- | ------------------- | --------------- |
| Brasil         | ABPD                   | Oro           | ●             | 20 000              | [ 12 ] [ 139 ]  |
| Chile          | IFPI — Chile           | Oro           | ●             | 10 000              | [ 140 ] [ 141 ] |
| Estados Unidos | RIAA                   | Oro           | ●             | 500 000             | [ 77 ]          |
| Filipinas      | PARI                   | Oro           | ●             | 7500                | [ 142 ]         |

## Créditos y personal
| - Josh Alexander: Compositor, ingeniero, instrumentador, mezclador, productor y programador. - Antonina Armato: Compositora. - Jim Beanz: Compositor, productor, productor vocal y corista. - William Beckett: Compositor. - Bleu: Compositor, ingeniero, guitarrista, teclista, mezclador, productor y programador. - Brian Byrd: Coordinador de producción. - Bobby Campbell: Ingeniero. - Eren Cannata: Guitarrista. - Ducky Carlisle: Mezclador. - Smith Carlson: Ingeniero. - Adam Comstock: Ingeniero secundario. - Dev: Voz (en «Who's That Boy»). - Alex Dilliplane: Ingeniero asistente. - Dreamlab: Productor. - Missy Elliott: Compositora y voz (en «All Night Long»). - Mike Daddy Evans: Productor ejecutivo. - Toby Gad: Compositor, instrumentador, mezclador, productor y programador. - Elizabeth Gallardo: Ingeniera asistente. - Chris Garcia: Ingeniero. - Serban Ghenea: Mezclador. - Chris Godbey: Mezclador. - Ross Golan: Compositor. - Steve Hammons: Ingeniero y mezclador. - John Hanes: Ingeniero y mezclador. - Jerome "Jroc" Harmon: Productor. - Leah Haywood: Compositora. - Iyaz: Voz (en «You're My Only Shorty»). - Daniel James: Compositor. - Tim James: Compositor, editor digital y mezclador. - Enny Joo: Director artístico y diseñador. - Devrim "DK" Karaoglu: Productor adicional. - Emanuel Kiriakou: Bajo, compositor, teclado, pianista, productor y programador. - Jens Koerkemeier: Editor e ingeniero. - Koil: Ingeniero. | - Kerli: Compositora. - Jon Lind: A&R. - Demi Lovato: Compositora, voz y corista. - Steve Lu: Productor vocal. - Nigel Lundemo: Editor digital. - Jaden Michaels: Corista. - James Morrison: Compositor. - Garland Mosley: Compositor y productor ejecutivo. - Jeremiah Olvera: Asistente. - Paul Palmer: Mezclador. - Shelly Peiken: Compositora. - Neil Pogue: Mezclador. - Lindsey Ray: Compositora y corista. - Priscilla Renea: Compositora. - Lindy Robbins: Compositora. - Tucker Robinson: Asistente. - Rock Mafia: Productor. - Scott Roewe: Instrumentador y técnico. - Phil Seaford: Asistente mezclador. - David Snow: Director creativo. - Jordin Sparks: Corista. - Billy Steinberg: Compositor y productor. - Frankie Storm: Compositor. - Thomas Armato Sturges: Productor adicional. - Devin Tailes: Compositor. - Ryan Tedder: Compositor, ingeniero, instrumentador y productor. - Timbaland: Productor y voz (en «All Night Long»). - Julian Vasquez: Ingeniero. - Robert Vosgien: Masterizador. - Hilary Walsh: Fotógrafa. - Cindy Warden: A&R. - Wizz Dumb: Mezclador. - Noel Zancanella: Compositor, instrumentador y productor. - Jason Derülo: Voz (en «Together»). |

Fuente: Allmusic.